# Толмачов Ігор Олександрович
Ігор Олександрович Толмачов (10 травня 1962 — 22 лютого 2015, Харків
) — фізик, координатор Євромайданівського та волонтерського руху у Харкові, учасник самооборони, громадський активіст. Загинув від вибуху 22 лютого 2015 року під час ходи, присвяченої річниці акцій Євромайдану проти проведення в Харкові з'їзду депутатів всіх рівнів.

## Біографія
Ігор народився 10 травня 1962 року в місті Мінеральні Води Ставропольського краю, де закінчив загальноосвітню школу. У 1979 році приїхав до Харкова продовжувати навчання і вступив до Харківського державного університету імені О. М. Горького на фізико-технічний факультет, який закінчив у 1985 році.
Активно займався альпінізмом, працював інструктором у молодіжних таборах, навчав юнацтво здоровому й активному способу життя.
Був серед засновників харківського громадського рятувального загону — недержавної рятівної структури, разом із новоствореним загоном рятував життя людей після страшного землетрусу 1988 року в Спітаку та Гюмрі.
Працював науковим співробітником у Національному науковому центрі «Харківський фізико-технічний інститут».
У 1997 році продовжив трудову діяльність у сфері транспортно-експедиційних послуг. Працював виконавчим директором науково-виробничої фірми ТОВ «Вуглець».
Про Ігоря Толмачова розповів BBC Україна його колега Володимир Чистилін:
|  | Фізик за освітою. Після землетрусу в Спітаку 88-го року працював рятувальником, був організатором незалежної рятувальної служби. Був комендантом намету біля облдержадміністрації, який збирав допомогу для АТО та поранених в зоні конфлікту. Також він був секретарем громадського штабу оборони області — структури, що об'єднує різні громадські організації: від «Правого сектора» — до «Самопомочі» і волонтерських структур. Він був дуже важливою людиною в нашому русі. |

### Участь у Марші Єдності
22 лютого 2015, в річницю перемоги Революції Гідності, у Харкові проходила хода на підтримку єдності України, в якій брав участь Ігор Толмачов. Хода почалася біля Палацу Спорту, активісти вишикувалися в колону та рушили в напрямку майдану Свободи, однак встигли пройти лише 100 метрів, коли пролунав вибух. Толмачов помер від отриманих поранень.Тоді від вибуху міни, закладеної проросійськими терористами, загинули ще троє учасників ходи: Данило Дідик (15 років), Микола Мельничук (18 років), Вадим Рибальченко (37 років).

## Вшанування пам'яті

Меморіальна дошка на стіні Іоано-Богословського храму

- 10 вересня 2019 року на стіні головного корпусу фізико-технічного факультету університету Каразіна було відкрито меморіальну дошку[9][10].
- 21 вересня 2021 року відкрита меморіальна дошка на стіні Іоано-Богословського храму ПЦУ в Харкові[11].

## Нагороди
- Орден «За мужність» III ст. (24 лютого 2015, посмертно) — за громадянську мужність, патріотизм, самовіддане служіння Українському народові[12][13]
- медаллю УПЦ КП «За жертовність і любов до України»[14]

## Сім'я
Дружина Марина, дочка Ольга.